# Cadolzburg

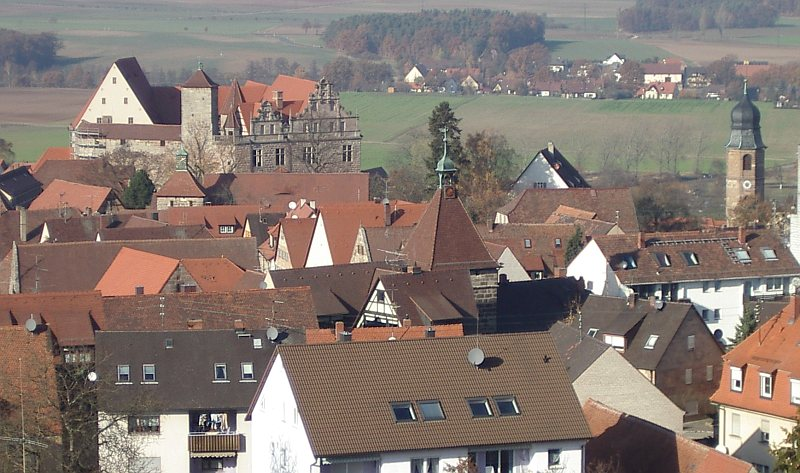
Cadolzburg

Cadolzburg este o comună-târg din districtul  Fürth, regiunea administrativă Franconia Mijlocie, landul Bavaria, Germania.

## Cetatea Cadolzburg
Localitatea este amintită pentru prima oară în anul 1157 ca târg. Cetatea a fost întemeiată în secolul al XIII-lea de prințul Friedrich I. von Brandenburg, din 1260 devenind reședința prinților de Hohenzollern. In timpul războiului de 30 de ani cetatea rămâne nedistrusă. In schimb, va fi distrusă complet de bombardamentele din anul 1945, fiind ulterior restaurată în stilul originar gotic.